# Верблюдка
Верблю́дка (лат. Corispérmum) — род растений семейства Амарантовые (Amaranthaceae), насчитывает более 60 видов.
Названия на других языках: англ. Bugseed, фин. Kurmiot.
Распространены в Америке и Евразии, однако точный ареал не описан. В России распространены главным образом на юге и юго-востоке Европейской части, а также в Сибири и на Дальнем Востоке.

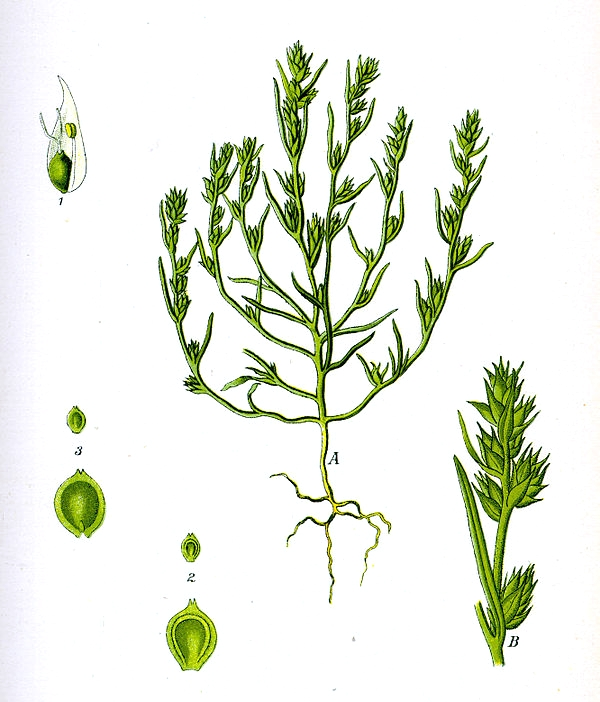
(Corispermum intermedium)

## Биологическое описание
Однолетние невысокие травы, с прямыми тонкими листьями с 1—3 продольными жилками; мелкими невзрачными цветками, собранными в конечное узкоколосовидное соцветие. У некоторых видов верблюдки имеется всего одна тычинка. Плод эллиптический, сплюснутый с боков. Семена имеют кольцевидно согнутый зародыш и развитый эндосперм.
Растение опушено ветвистыми или кустовидными волосками.

## Виды
По информации базы данных The Plant List (2013) род включает 69 видов
- Corispermum afghanicum Podlech
- Corispermum algidum Iljin — Верблюдка зябкая
- Corispermum altaicum Iljin — Верблюдка алтайская
- Corispermum americanum (Nutt.) Nutt. — Верблюдка американская
- Corispermum aralocaspicum Iljin — Верблюдка аралокаспийская
- Corispermum bardunovii Popov ex Lomon. — Верблюдка Бардунова
- Corispermum × calvoborysthenicum Klokov
- Corispermum candelabrum Iljin
- Corispermum canescens Kit. — Верблюдка седоватая
- Corispermum caucasicum Iljin — Верблюдка кавказская
- Corispermum chinganicum Iljin — Верблюдка хинганская
- Corispermum confertum Bunge ex Maxim. — Верблюдка вытянутая
- Corispermum crassifolium Turcz. — Верблюдка толстолистная
- Corispermum × czernjaevii Klokov
- Corispermum declinatum Steph. ex Iljin — Верблюдка повислая
- Corispermum dilutum (Kitag.) C.P.Tsien & C.G.Ma
- Corispermum elongatum Bunge ex Maxim. — Верблюдка вытянутая
- Corispermum erosum Iljin — Верблюдка выгрызенная
- Corispermum falcatum Iljin
- Corispermum filifolium C.A.Mey. — Верблюдка нителистная
- Corispermum flexuosum W.Wang & Fuh
- Corispermum gallicum Iljin
- Corispermum gelidum Iljin — Верблюдка холодная
- Corispermum heptapotamicum Iljin — Верблюдка семиреченская
- Corispermum hilariae Iljin — Верблюдка Иларии
- Corispermum hookeri Mosyakin — Верблюдка Гукера
- Corispermum huanghoense C.P.Tsien & C.G.Ma
- Corispermum hyssopifolium L. — Верблюдка иссополистная
- Corispermum ikramii Aellen
- Corispermum intermedium Schweigg. — Верблюдка промежуточная
- Corispermum × klokovii Mosyakin — Верблюдка Клокова
- Corispermum komarovii Iljin — Верблюдка Комарова
- Corispermum korovinii Iljin — Верблюдка Коровина
- Corispermum krylovii Iljin — Верблюдка Крылова
- Corispermum laxiflorum Schrenk — Верблюдка рыхлоцветная
- Corispermum lehmannianum Bunge — Верблюдка Лемана
- Corispermum lepidocarpum Grubov
- Corispermum lhasaense C.P.Tsien & C.G.Ma
- Corispermum macrocarpum Bunge ex Maxim. — Верблюдка крупноплодная
- Corispermum marschallii Steven — Верблюдка Маршалла
- Corispermum maynense Ignatov — Верблюдка майнская
- Corispermum mongolicum Iliin — Верблюдка монгольская
- Corispermum navicula Mosyakin
- Corispermum nitidum Kit. — Верблюдка лоснящаяся
- Corispermum ochotense Ignatov — Верблюдка охотская
- Corispermum orientale Lam. — Верблюдка восточная
- Corispermum pacificum Mosyakin
- Corispermum pallasii Steven — Верблюдка Палласа
- Corispermum pallidum Mosyakin
- Corispermum pamiricum Iljin — Верблюдка памирская
- Corispermum papillosum (Kuntze) Iljin — Верблюдка бородавчатая
- Corispermum patelliforme Iljin
- Corispermum piliferum Iljin — Верблюдка волосконосная
- Corispermum platypterum Kitag.
- Corispermum praecox C.P.Tsien & C.G.Ma
- Corispermum pseudofalcatum C.P.Tsien & C.G.Ma
- Corispermum puberulum Iljin
- Corispermum rechingeri Sukhor. — Верблюдка Рехингера
- Corispermum redowskii Fisch. — Верблюдка Редовского
- Corispermum retortum W.Wang & P.Y.Fu
- Corispermum sibiricum Iljin — Верблюдка сибирская
- Corispermum stauntonii Moq. — Верблюдка Стонтона
- Corispermum stenolepis Kitag.
- Corispermum tibeticum Iljin — Верблюдка тибетская
- Corispermum tylocarpum Hance
- Corispermum ulopterum [[Fenzl ex Ledeb.]] — Верблюдка курчавоплодная, или Верблюдка курчавокрылая
- Corispermum uralense (Iljin) Aellen — Верблюдка уральская
- Corispermum villosum Rydb.
- Corispermum welshii Mosyakin